# تماس مدوسا (فیلم)
تماس مدوسا (انگلیسی: The Medusa Touch) فیلمی در ژانر ترسناک و علمی–تخیلی به کارگردانی جک گلد است که در سال ۱۹۷۸ منتشر شد.

## بازیگران
- ریچارد برتون
- لینو ونتورا
- لی رمیک
- هری اندروز
- ماری-کریستین بارو
- جرمی برت
- گوردون جکسون
- مایکل بایرنه
- درک جاکوبی
- فیلیپ استون
- جان فلاناگان
- آلن بادل
- مایکل هوردرن
- رابرت فلمینگ
- مارک جونز
- جان نورمینگتون
- اَوریل اِلگار
- دنیس الکساندر